# خرتک آنچیما-توکا
خرتک آنچیما-توکا (به انگلیسی: Khertek Anchimaa-Toka) (زادهٔ ۱ ژانویه ۱۹۱۲ – درگذشتهٔ ۴ نوامبر ۲۰۰۸) یک سیاستمدار اهل تووا بود. او از سال ۱۹۴۰ تا ۱۹۴۴ رئیس‌جمهور جمهوری خلق تووا بود و نخستین رئیس کشور زن غیرسلطنتی جهان به‌شمار می‌رود. او همسر سالخاک توکا، رهبر عالی جمهوری از سال ۱۹۳۲ تا ۱۹۷۳، بود.